# Шон-лы Я
Шон-лы Я (мяо Sooblwj Yaj, ʃɔ́ŋ lɨ ̂ ʝâ, англизированный вариант Shong Lue Yang, Шон Лю Ян, 1930—1971) — неграмотный крестьянин из народа «белых мяо», живший на юге Лаоса близ вьетнамской границы. В 1959 создал письменность пахау (Phajhauj, Pahawh) для своего языка и родственных языков хмонг, в 1960-х годах активно её пропагандировал.
Шон-лы утверждал, что алфавит «был явлен ему Богом». Деятельность сподвижников Шон-лы по распространению грамотности и просвещения среди мяо, а также мессианство их движения вызвали беспокойство разных участников гражданской войны в Лаосе, и в 1971 году он был убит по приказу генерала-антикоммуниста Ванг Пао.
Многие современные мяо считают Шон-лы пророком, его называют «Источником писания» (Niam Ntawv, Ниэ Нтаы, Mother of Writing). В настоящее время его письменность используется наряду с письменностью на латинской основе (en:Romanized Popular Alphabet), хотя и не столь широко.